# Dieter Prietzel
Dieter Prietzel (* 6. Dezember 1934 in Niesky) ist ein ehemaliger deutscher Politiker.

## Leben
Nach einer Lehre als Stahlbauschlosser absolvierte Prietzel Ausbildungen zum Stahlbauingenieur und Diplom-Ökonom. Seit 1955 war er auf dem Gebiet der Außenwirtschaft tätig. Er war Stellvertreter des Ministers für Außenhandel der DDR.
Im Mai 1990 wurde er in der Regierung de Maizière zum Staatssekretär im Ministerium für Wirtschaft ernannt, zuständig für die Abteilungen Außenwirtschaft und wirtschaftliche Integration.